# Radim Hladík mladší
Radim Hladík mladší (* 15. května 1971 Praha) je český mistr zvukař, několikanásobný držitel Českého lva v kategorii nejlepší zvuk.

## Život
Narodil se do rodiny kytaristy Radima Hladíka, jeho matkou byla hudební produkční a manažerka kapel Blue Effect či Chinaski Zlata Hladíková (1948–2024), rozená Cvejičová. Přesto nejprve vystudoval hudbě vzdálený obor nábytkářství na Střední umělecko průmyslové škole na Žižkově, než začal studovat zvukovou tvorbu na FAMU, kterou ale nedokončil.
Je ženatý, má dceru Barboru.

## Profesní kariéra
Zvukové produkci se začal věnovat v devadesátých letech 20. století ve studiu COX Davida Kollera a Michala Dvořáka, kde se podílel na vytváření hudby a zvuku pro české reklamy. S Michalem Dvořákem tehdy spolupracoval na své filmové prvotině, zvuku filmu Amerika. Následně více než pět let zvukově dokončoval a mixoval filmy na Barrandově, se studiem Cinemasound spolupracoval například na filmech Non plus ultras či Román pro ženy. S režisérem Vladimírem Michálkem a kameramanem Martinem Štrbou založil vlastní filmovou společnost k výrobě nízkorozpočtových filmů a pořadů. Spolupracuje i se zvukařem Ottou Chlpkem (Rebelové,  Perníková věž), zvukařině se věnuje i na hudební scéně. Jako lektor filmového zvuku vede kurzy na Katedře médií VŠE v Praze, je členem ČFTA a České hudební akademie.

## Ocenění
- Šarlatán (2020) – Český lev 2020 v kategorii nejlepší zvuk
- Rebelové (2000) – Český lev 2001 v kategorii nejlepší zvuk
- Eliška má ráda divočinu (1999) – Český lev 1999 v kategorii nejlepší zvuk
- Je třeba zabít Sekala (1998) – Český lev 1998 v kategorii nejlepší zvuk
- Zapomenuté světlo (1996) – Český lev 1996 v kategorii nejlepší zvuk